# 近畿中学校剣道選抜優勝大会
近畿中学校剣道選抜優勝大会（きんきちゅうがっこうけんどうせんばつゆうしょうたいかい）は毎年3月に、近畿の各2府4県の新人戦ベスト4までの男女それぞれ24チームが出場する剣道大会。
第1回大会は、2023年3月4日に奈良県の五條市上野公園総合体育館で行われた。

## 大会方式
男女共に団体戦のみ。男女ともに3校での予選リーグを行い、そのリーグで1位になったチームがベスト8へ進出し、そこからは準々決勝から決勝までノックアウトトーナメントで行う。3位決定戦は行わず、ベスト4で準決勝で敗れた2校が3位となる。

## 歴代優勝校
第1回大会　男子　大阪市立鯰江中学校　　　　　　　　　女子　大阪市立鯰江中学校

第３回大会  男子    
優勝  四天王寺東（大阪）
準優勝  大蔵（兵庫）
3位  西和（和歌山）久御山（京都）
女子
優勝  貴志（和歌山）
準優勝  金光大阪（大阪）
３位  高砂（兵庫）甲子園（兵庫）

## 第1回大会出場チームと成績
男子　優勝　　　大阪市立鯰江中学校(大阪)　　　　　　　　女子　優勝　　　 大阪市立鯰江中学校(大阪)
　　　準優勝　　豊中市立第十六中学校(大阪)　　　　　　　　　　準優勝　　 豊中市立第十六中学校(大阪)
　　　第3位　　  明石市立大蔵中学校(兵庫)　　　　　　　　              第3位　　  明石市立大久保中学校(兵庫)
　　　　　　　　和歌山市立西和中学校(和歌山)　　　　　　　　　　　　　　 彦根市立彦根中学校(滋賀)
　　　ベスト8      愛荘町立愛知中学校(滋賀)　　　　　　　　　　 　ベスト8       尼崎市立園田東中学校(兵庫)  
　　　　　　　    宝塚市立御殿山中学校(兵庫)　　　　　　　　　　　　　　　  久御山町立久御山中学校(京都)
　　　　　　　    和歌山市立日進中学校(和歌山)　　　　　　　　　　　　　　  愛荘町立愛知中学校(滋賀)
　　　　　　　    大阪市立新東淀中学校(大阪)　　　　　　　　　　　　　　　  大阪市立菫中学校(大阪)
　　　ベスト16   和歌山市立明和中学校(和歌山)　　　　　　　　　 ベスト16     大阪市立新東淀中学校(大阪)
　　　　　　　   上宮学園中学校(大阪)　　　　　　　　　　　　　　　　　 　  加古川市立陵南中学校(兵庫)
　　　　　　　   比叡山中学校(滋賀)　　　　　　　　　　　　　　　　　　　   京都市立嵯峨中学校(京都)
　　　　　　　   久御山町立久御山中学校(京都)　　　　　　　　　　　　　　   奈良市立富雄中学校(奈良)
　　　　　　　   加古川市立中部中学校(兵庫)　　　　　　　　　　　　　　 　  城陽市立北城陽中学校(京都)
　　　　　　　   香芝市立香芝中学校(奈良)　　　　　　　　　　　　　　　 　  奈良市立平城中学校(奈良)
　　　　　　　   奈良市立富雄中学校(奈良)　　　　　　　　　　　　　　　 　  兵庫教育大学附属中学校(兵庫)
　　　　　　　   甲賀市立甲南中学校(滋賀)　　　　　　　　　　　　　　　 　  有田川町立吉備中学校(和歌山)
　        　     　ベスト24   葛城市立白鳳中学校(奈良)                                                   　　　　　　　　　　　ベスト24     湯浅町立湯浅中学校 (和歌山)
　　　　　　　  八幡市立男山第三中学校(京都)　　　　　　　　　　　　　　    斑鳩町立斑鳩南中学校(奈良)
　　　　　　　  京田辺市立田辺中学校(京都)　　　　　　　　　　　　　 　　  京都市立音羽中学校(京都)
　　　　　　　  城陽市立北城陽中学校(京都)　　　　　　　　　　　　　　　   奈良学園中学校(奈良)
　　　　　　　  有田市立文成中学校(和歌山)　　　　　　　　　　　　　　　   守山市立守山中学校(滋賀)
　　　　　　　  守山市立守山南中学校(滋賀)　　　　　　　　　　　　　　       みなべ町立南部中学校(和歌山)
　　　　　　　  明石市立大久保中学校(兵庫)　　　　　　　　　　　　　　  　 有田市立文成中学校(和歌山)
　　　　　　　  奈良市立都祁中学校(奈良)　　　　　　　　　　　　　　　  　 甲賀市立甲南中学校(滋賀)